# Bt Bulu Jae
Bt Bulu Jae is een bestuurslaag in het regentschap Padang Lawas van de provincie Noord-Sumatra, Indonesië. Bt Bulu Jae telt 455 inwoners (volkstelling 2010).